# Caragana caragana
Caragana caragana là một loài thực vật có hoa trong họ Đậu. Loài này được (L.) H. Karst. miêu tả khoa học đầu tiên năm 1882.